# الاهان پنجانگ
الاهان پنجانگ (به لاتین: Alahan Panjang) یک منطقهٔ مسکونی در اندونزی است که در سوماترای غربی واقع شده‌است.

## نگارخانه

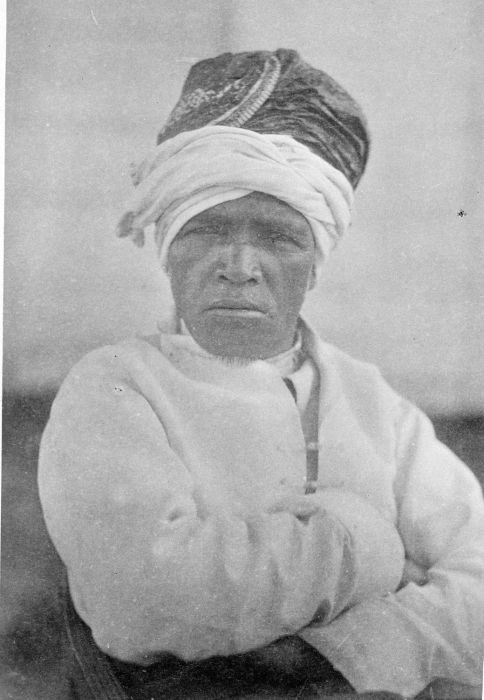
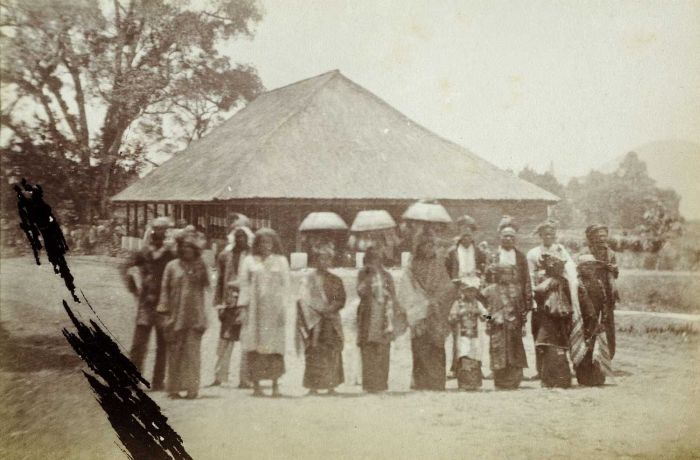
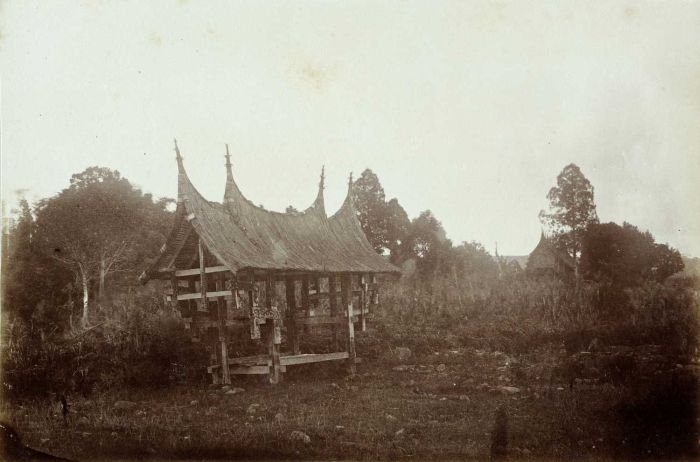
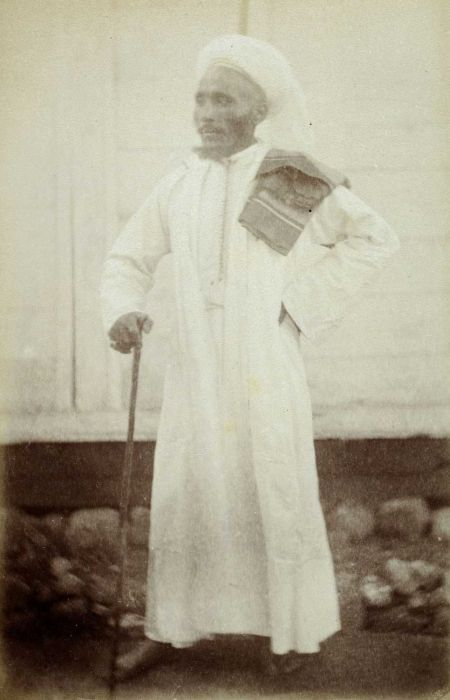